# Hanaganahalli, Mandya
Hanaganahalli là một làng thuộc tehsil Mandya, huyện Mandya, bang Karnataka, Ấn Độ.